# Liste der Lieder von Sarah Connor
Dies ist die Liste der Lieder der deutschen Pop- und Soul-Sängerin Sarah Connor. Aufgelistet sind alle Lieder ihrer Alben Green Eyed Soul (2001), Unbelievable (2002), Key to My Soul (2003), Sarah Connor/Bounce (2004), Naughty but Nice (2005), Christmas in My Heart (2005), Soulicious (2007), Sexy as Hell (2008), Real Love (2010), Muttersprache (2015), Herz Kraft Werke (2019), Not So Silent Night (2022) und Freigeistin (2025). Des Weiteren befinden sich alle Singletracks, Cover und B-Seiten von Singles in dieser Liste.
Die Reihenfolge der Titel ist alphabetisch sortiert. Sie gibt Auskunft über die Urheber.

## #
| # | Titel                                                               | Autoren                                                   | Album               | Jahr |
| - | ------------------------------------------------------------------- | --------------------------------------------------------- | ------------------- | ---- |
| 1 | 1 + 1 = 2                                                           | Rob Tyger, Kay Denar                                      | Unbelievable        | 2002 |
| 2 | (1, 2, 3, 4) Shots Of Patron                                        | Sarah Connor, Nicolas Rebscher, Nico Santos, Max Wolfgang | Not So Silent Night | 2022 |
| 3 | 20,000 Feet Bonustrack auf Unbelievable (German Limited-Edition #2) |                                                           | Unbelievable        | 2002 |

## A
| # | Titel                                                                                          | Autoren                                                 | Album                                     | Jahr |
| - | ---------------------------------------------------------------------------------------------- | ------------------------------------------------------- | ----------------------------------------- | ---- |
| 1 | A New Kingdom                                                                                  | Rob Tyger, Kay Denar, Eduard Ebel                       | Christmas in My Heart                     | 2005 |
| 2 | A Ride in the Snow                                                                             | Rob Tyger, Kay Denar                                    | Christmas in My Heart                     | 2005 |
| 3 | Act Like You                                                                                   | Bülent Aris, Sarah Connor, Anthony Freeman              | Sexy as Hell                              | 2008 |
| 4 | Alles in mir will zu Dir erschien als Single                                                   | Sarah Connor, Nicolas Rebscher                          | Herz Kraft Werke (Special Deluxe Edition) | 2021 |
| 5 | Anorak                                                                                         | Sarah Connor, Daniel Faust, Peter Plate, Ulf Leo Sommer | Muttersprache                             | 2015 |
| 6 | Are You Ready to Ride?                                                                         | Rob Tyger, Kay Denar                                    | Key to My Soul                            | 2003 |
| 7 | Augen auf schaffte es durch Downloads in die Charts; Charity-Song zum RTL-Spendenmarathon 2016 | Sarah Connor, Daniel Faust, Peter Plate, Ulf Leo Sommer | Muttersprache                             | 2015 |
| 8 | Ave Maria                                                                                      | Rob Tyger, Kay Denar, Franz Schubert                    | Christmas in My Heart                     | 2005 |

## B
| #  | Titel                                                               | Autoren                                                        | Album                                     | Jahr |
| -- | ------------------------------------------------------------------- | -------------------------------------------------------------- | ----------------------------------------- | ---- |
| 1  | Back from Your Love                                                 | Hiten Bharadia, Philip Hochstrate, Emma Stakes                 | Real Love                                 | 2010 |
| 2  | Be Thankful                                                         | Trad., Rob Tyger, Kay Denar                                    | Christmas in My Heart                     | 2005 |
| 3  | Beautiful                                                           | June Rollocks, Bülent Aris, Frank Dursthoff                    | Unbelievable                              | 2002 |
| 4  | Beautiful View                                                      | Sarah Connor, Thomas Troelsen, Remee, O.G. Fortuna             | Sexy as Hell                              | 2008 |
| 5  | Bedingungslos erschien als Single                                   | Sarah Connor, Daniel Faust, Peter Plate, Ulf Leo Sommer        | Muttersprache                             | 2015 |
| 6  | Best Friend                                                         | Sarah Connor, Sylvia Gordon, Vincent Stein, Konstantin Scherer | Muttersprache                             | 2016 |
| 7  | Better Half Bonustrack auf Unbelievable (German Limited-Edition #1) |                                                                | Unbelievable                              | 2002 |
| 8  | Better Man                                                          | Lloyd Bentlett Scott                                           | Real Love                                 | 2010 |
| 9  | Blame It On The Mistletoe                                           | Sarah Connor, Joe Walter, Pascal Reinhardt                     | Not So Silent Night                       | 2022 |
| 10 | Blau                                                                | Sarah Connor, Tobias Kuhn                                      | Herz Kraft Werke (Special Deluxe Edition) | 2021 |
| 11 | Bonnie & Clyde mit Henning Wehland, erschien als Single             | Sarah Connor, Henning Wehland, Thilo Brandt                    | Muttersprache (Special Deluxe Edition)    | 2016 |
| 12 | Bounce erschien als Single                                          | Bülent Aris, Toni Cottura, Anthony Freeman                     | Unbelievable                              | 2002 |
| 13 | Break My Chains                                                     | Rob Tyger, Kay Denar                                           | Real Love                                 | 2010 |
| 14 | Bye Bye erschien als Single                                         | Sarah Connor, Tobias Kuhn                                      | Herz Kraft Werke (Special Deluxe Edition) | 2020 |

## C
| #  | Titel                                                        | Autoren                                                    | Album                                  | Jahr |
| -- | ------------------------------------------------------------ | ---------------------------------------------------------- | -------------------------------------- | ---- |
| 1  | Call Me                                                      | Bülent Aris, Terri Bjerre, T. Berlin                       | Naughty but Nice                       | 2005 |
| 2  | Can’t Get None                                               | Terrence Quates                                            | Green Eyed Soul                        | 2001 |
| 3  | Can’t Get Over You                                           | Rob Tyger, Kay Denar                                       | Real Love                              | 2010 |
| 4  | Carry Me Home                                                | Michelle Leonard, Nalle Ahlstedt, Jaakko Sakari Salovaara  | Real Love                              | 2010 |
| 5  | Change B-Seite auf der Single Living to Love You             | Rob Tyger, Kay Denar, Shawn Casselle                       | Singletrack                            | 2004 |
| 6  | Christmas 2066                                               | Sarah Connor, Ali Zuckowski, Max Wolfgang                  | Not So Silent Night                    | 2022 |
| 7  | Christmas in My Heart erschien als Single                    | Rob Tyger, Kay Denar                                       | Christmas in My Heart                  | 2005 |
| 8  | Christmas Train – Destination Hope erschien als Single       | Sarah Connor, Ali Zuckowski, Nicolas Rebscher              | Not So Silent Night (The Cozy Edition) | 2023 |
| 9  | Close to Crazy                                               | Sarah Connor, Catt Gravitt                                 | Muttersprache (Deluxe Edition)         | 2013 |
| 10 | Cold as Ice erschien als Single                              | Rob Tyger, Kay Denar                                       | Real Love                              | 2010 |
| 11 | Come Home Traumfrauen OST; als Miss Cee & The Sunshine State | Sarah Connor                                               | Muttersprache (Deluxe Edition)         | 2015 |
| 12 | Come Home                                                    | Sarah Connor, Nicolas Rebscher, Kelvin Jones, Max Wolfgang | Not So Silent Night                    | 2022 |
| 13 | Come Together                                                | Trad., Rob Tyger, Kay Denar                                | Christmas in My Heart                  | 2005 |

## D
| #  | Titel                                                                                               | Autoren                                                           | Album                                     | Jahr |
| -- | --------------------------------------------------------------------------------------------------- | ----------------------------------------------------------------- | ----------------------------------------- | ---- |
| 1  | Daddy’s Eyes                                                                                        | Brock Landers, Stephen Shape                                      | Key to My Soul                            | 2003 |
| 2  | Dank dir                                                                                            | Sarah Connor, Ali Zuckowski, Simon Triebel                        | Herz Kraft Werke                          | 2019 |
| 3  | Das Leben ist schön B-Seite der Single Wie schön Du bist; schaffte es durch Downloads in die Charts | Sarah Connor, Simon Triebel, Ali Zuckowski                        | Muttersprache                             | 2015 |
| 4  | Dazwischen sind wir Freunde                                                                         | Sarah Connor, Konstantin Scherer, Benjamin Bistram, Vincent Stein | Herz Kraft Werke (Special Deluxe Edition) | 2021 |
| 5  | De Sarah Tu Amor spanische Version von From Sarah with Love                                         |                                                                   | Singletrack                               | 2001 |
| 6  | Deutsches Liebeslied                                                                                | Sarah Connor, Daniel Faust, Peter Plate, Ulf Leo Sommer           | Muttersprache                             | 2015 |
| 7  | Die Fremde                                                                                          | Sarah Connor, Tobias Kuhn                                         | Freigeistin                               | 2025 |
| 8  | Die mit dir lacht                                                                                   | Sarah Connor, Thilo Brandt                                        | Muttersprache (Special Deluxe Edition)    | 2016 |
| 9  | Dolce Vita                                                                                          | Rob Tyger, Kay Denar, Sarah Connor                                | Naughty but Nice                          | 2005 |
| 10 | Don’t You Know That It’s Christmas                                                                  | Sarah Connor, Joe Walter, Pascal Reinhardt                        | Not So Silent Night                       | 2022 |
| 11 | Du bist da draußen                                                                                  | Sarah Connor, Tobias Kuhn                                         | Freigeistin                               | 2025 |
| 12 | Drachen                                                                                             | Sarah Connor, Pille Hillebrand, Konstantin Scherer                | Herz Kraft Werke ( Deluxe Edition)        | 2019 |

## E
| # | Titel                                               | Autoren                                   | Album                                  | Jahr |
| - | --------------------------------------------------- | ----------------------------------------- | -------------------------------------- | ---- |
| 1 | En Mi Piel spanische Radio-Version von Skin on Skin | Rob Tyger, Kay Denar                      | Unbelievable (Special Spanish Edition) | 2002 |
| 2 | Es war gut                                          | Sarah Connor, Konstantin Scherer          | Herz Kraft Werke                       | 2019 |
| 3 | Es war Gut - Fan-Version                            | Sarah Connor, Konstantin Scherer          | Herz Kraft Werke (Deluxe Edition)      | 2019 |
| 4 | Every Little Thing                                  | Nosie Katzmann, Bülent Aris, Daniel Troha | Green Eyed Soul                        | 2001 |
| 5 | Every Moment of My Life                             | Rob Tyger, Kay Denar                      | Key to My Soul                         | 2003 |

## F
| #  | Titel                                              | Autoren                                                                                   | Album                                     | Jahr |
| -- | -------------------------------------------------- | ----------------------------------------------------------------------------------------- | ----------------------------------------- | ---- |
| 1  | Faded                                              | Sarah Connor, Erik Lewander, Hayden Bell                                                  | Real Love (Single CD)                     | 2010 |
| 2  | Fall Apart                                         | Franne Golde, Jonathan Rotem, Ruth-Anne Cunningham, Evan „Kidd“ Bogart                    | Sexy as Hell                              | 2008 |
| 3  | Ficka erschien als Single                          | Jan Bednorz, Sarah Connor, Manuel Mayer, Konstantin Scherer                               | Freigeistin                               | 2025 |
| 4  | Flugzeug aus Papier (Für Emmy) erschien als Single | Sarah Connor, Pille Hillebrand, Nicolas Rebscher                                          | Herz Kraft Werke                          | 2019 |
| 5  | For the People                                     | Rob Tyger, Kay Denar                                                                      | Key to My Soul                            | 2003 |
| 6  | For Life                                           | Sarah Connor, Chris James, Djorkaeff, Yoshi                                               | Freigeistin                               | 2025 |
| 7  | Für immer bei Dir                                  | Sarah Connor, Tobias Kuhn                                                                 | Freigeistin                               | 2025 |
| 8  | Freibadpommes                                      | Sarah Connor, Nicolas Rebscher                                                            | Herz Kraft Werke (Special Deluxe Edition) | 2021 |
| 9  | French Kissing erschien als Single                 | Teddy Riley, Dr. Dre, Rob Tyger, Kay Denar, W. Steward, Chauncey Hannibal, Lynise Walters | Green Eyed Soul                           | 2001 |
| 10 | From Sarah with Love erschien als Single           | Rob Tyger, Kay Denar, Sarah Connor                                                        | Green Eyed Soul                           | 2001 |
| 11 | From Zero to Hero erschien als Single              | Rob Tyger, Kay Denar                                                                      | Naughty but Nice                          | 2005 |

## G
| # | Titel              | Autoren                                              | Album                         | Jahr |
| - | ------------------ | ---------------------------------------------------- | ----------------------------- | ---- |
| 1 | Get It Right       | Luther Vandross, Marcus Miller                       | Soulicious                    | 2007 |
| 2 | Geiles Leben       | Sarah Connor, Djorkaeff, Phil The Beat, Thilo Brandt | Freigeistin                   | 2025 |
| 3 | Go, Get Your Girl! | Sarah Connor, Beatzarre, Djorkaeff, Sylvia Gordon    | Kommst Du mit ihr (Single CD) | 2016 |

## H
| # | Titel                                    | Autoren                                                 | Album                 | Jahr |
| - | ---------------------------------------- | ------------------------------------------------------- | --------------------- | ---- |
| 1 | Halt mich                                | Sarah Connor, Daniel Faust, Peter Plate, Ulf Leo Sommer | Muttersprache         | 2015 |
| 2 | Happy Anniversary                        | Sarah Connor, Marc Terenzi, Anthony Freeman             | Naughty but Nice      | 2005 |
| 3 | ¡Hasta la vista!                         | Rob Tyger, Kay Denar                                    | Key To My Soul        | 2003 |
| 4 | Have Yourself a Merry Little Christmas   | Hugh Martin, Ralph Blane                                | Christmas in My Heart | 2005 |
| 5 | Heut’ ist alles gut erschien als Single  | Sarah Connor, Konstantin Scherer, Joshua Linne          | Freigeistin           | 2025 |
| 6 | He’s Unbelievable erschien als Single    | Rob Tyger, Kay Denar                                    | Unbelievable          | 2002 |
| 7 | Herzen in Aufruhr                        | Sarah Connor, Djorkaeff, Phil The Beat                  | Freigeistin           | 2025 |
| 8 | Hölle                                    | Sarah Connor, Djorkaeff, Phil The Beat, Thilo Brandt    | Freigeistin           | 2025 |
| 9 | Hör auf deinen Bauch erschien als Single | Sarah Connor, Nicolas Rebscher                          | Herz Kraft Werke      | 2019 |

## I
| #  | Titel                                                    | Autoren                                                        | Album                                     | Jahr |
| -- | -------------------------------------------------------- | -------------------------------------------------------------- | ----------------------------------------- | ---- |
| 1  | I Believe In You                                         | Sarah Connor, Thomas Troelsen, Remee, O.G. Fortuna, Lucas [DK] | Sexy as Hell                              | 2008 |
| 2  | I Can’t Lie                                              | Eddie Martin, Kenny Yeomans                                    | Green Eyed Soul                           | 2001 |
| 3  | I Feel Lonely                                            | Stephan Baader, Sascha Schmitz, Michael Bernard Kersting       | Muttersprache [Deluxe Edition]            | 2014 |
| 4  | I Heard It Through the Grapevine (Original: Marvin Gaye) | Barrett Strong                                                 | Singletrack                               | 2012 |
| 5  | I Just Started Being Bad                                 | Rob Tyger, Kay Denar, M. Ek                                    | Naughty but Nice                          | 2005 |
| 6  | I’ll be By Your Side feat. Gregory Porter                | Sarah Connor, Thilo Brandt                                     | Muttersprache (Special Deluxe Edition)    | 2016 |
| 7  | I’ll Find You In My Heart                                | Bülent Aris, Daniel Troha, Fontaine Burnett                    | Kuschelrock Vol. 15 (Sampler)             | 2001 |
| 8  | I’ll Kiss It Away erschien als Single                    | Rob Tyger, Kay Denar, Sarah Connor                             | Sexy as Hell                              | 2008 |
| 9  | I’m Falling Down                                         | Sarah Connor, Vincent Stein, Konstantin Scherer                | Muttersprache [Limitierte Tchibo-Edition] | 2016 |
| 10 | I’m Gonna Find You (Osla Suite)                          | Rob Tyger, Kay Denar                                           | Key to My Soul                            | 2003 |
| 11 | I Never Loved a Man (The Way That I Love You)            | Ronnie Shannon                                                 | Soulicious                                | 2007 |
| 12 | I Think I’m In Love With You                             | Sarah Connor, Nicolas Rebscher                                 | Not So Silent Night                       | 2022 |
| 13 | I’ve Got to Use My Imagination                           | Gerry Goffin, Barry Goldberg                                   | Soulicious                                | 2007 |
| 14 | I Wanna Touch U There                                    | Diane Warren                                                   | Unbelievable                              | 2002 |
| 15 | I Want Some of That                                      | Rob Tyger, Kay Denar                                           | Key to My Soul                            | 2003 |
| 16 | I Wonder mit Naturally 7 erschien als Single             | Sarah Connor, Ali Zuckowski, Joe Wolter                        | Not So Silent Night (The Cozy Edition)    | 2023 |
| 17 | Ich atme ein                                             | Frank Ramond, Matthias Hass                                    | Muttersprache [Deluxe Edition]            | 2014 |
| 18 | Ich liebe Dich                                           | Sarah Connor, Tobias Kuhn                                      | Freigeistin                               | 2025 |
| 19 | Ich wünsch dir erschien als Single                       | Sarah Connor, Julian Philipp David, Tobias Kuhn                | Herz Kraft Werke                          | 2019 |
| 20 | If It’s Magic                                            | Stevie Wonder                                                  | Soulicious                                | 2007 |
| 21 | If U Were My Man erschien als Promo-Single               | Bülent Aris, T. Samson                                         | Green Eyed Soul                           | 2001 |
| 22 | Imagining                                                | Eddie Martin, Kenny Yeomans                                    | Green Eyed Soul                           | 2001 |
| 23 | In Love Alone B-Seite auf der Single Real Love           | Sarah Connor, Hiten Bharadia, Philippe-Marc Anquetil           | Real Love (Deluxe Edition)                | 2010 |
| 24 | In My House                                              | Rick James                                                     | Green Eyed Soul                           | 2001 |
| 25 | It Only Hurts When I Breathe                             | Rob Tyger, Kay Denar                                           | Real Love                                 | 2010 |

## J
| # | Titel                                                  | Autoren                                   | Album               | Jahr |
| - | ------------------------------------------------------ | ----------------------------------------- | ------------------- | ---- |
| 1 | Jolly Time Of Year                                     | Sarah Connor, Ali Zuckowski, Max Wolfgang | Not So Silent Night | 2022 |
| 2 | Just One Last Dance                                    | Rob Tyger, Kay Denar                      | Key to My Soul      | 2003 |
| 3 | Just One Last Dance feat. Natural, erschien als Single | Rob Tyger, Kay Denar                      | Singletrack         | 2004 |

## K
| # | Titel                                 | Autoren                                                 | Album                                 | Jahr |
| - | ------------------------------------- | ------------------------------------------------------- | ------------------------------------- | ---- |
| 1 | Keep Imagining                        | Bülent Aris, Anthony Freeman                            | Naughty but Nice                      | 2005 |
| 2 | Keep the Fire Burnin’                 | Rob Tyger, Kay Denar                                    | Real Love                             | 2010 |
| 3 | Keine ist wie du (+ Gregor Meyle)     | Gregor Meyle                                            | Gregor Meyle präsentiert Meylensteine | 2015 |
| 4 | Keiner ist wie du                     | Gregor Meyle                                            | Muttersprache [Deluxe Edition]        | 2014 |
| 5 | Keiner pisst in mein Revier           | Sarah Connor, Daniel Faust, Peter Plate, Ulf Leo Sommer | Herz Kraft Werke                      | 2019 |
| 6 | Kleinstadtsymphonie                   | Sarah Connor, Daniel Faust, Peter Plate, Ulf Leo Sommer | Herz Kraft Werke                      | 2019 |
| 7 | Kommst Du mit ihr erschien als Single | Sarah Connor, Daniel Faust, Peter Plate, Ulf Leo Sommer | Muttersprache                         | 2015 |

## L
| # | Titel                                                      | Autoren                                                  | Album                                  | Jahr |
| - | ---------------------------------------------------------- | -------------------------------------------------------- | -------------------------------------- | ---- |
| 1 | Leave with a Song                                          | Alex Cantrall, Jonas Jeberg, Dwight Watson, Erica Watson | Real Love                              | 2010 |
| 2 | Let’s Get Back to Bed – Boy! feat. TQ, erschien als Single | Terrance Quaites, Rob Tyger, Kay Denar                   | Green Eyed Soul                        | 2001 |
| 3 | Let Us Come 2gether                                        | Rob Tyger, Kay Denar                                     | Green Eyed Soul                        | 2001 |
| 4 | Little Love                                                | Sarah Connor, Duncan Townsed                             | Muttersprache (Special Deluxe Edition) | 2016 |
| 5 | Living to Love You erschien als Single                     | Rob Tyger, Kay Denar                                     | Naughty but Nice                       | 2004 |
| 6 | Love Is Color-Blind feat. TQ                               | Rob Tyger, Kay Denar                                     | Key to My Soul                         | 2003 |
| 7 | Love on a Two Way Street                                   | Bert Keyes                                               | Soulicious                             | 2007 |

## M
| #  | Titel                                                   | Autoren                                                 | Album            | Jahr |
| -- | ------------------------------------------------------- | ------------------------------------------------------- | ---------------- | ---- |
| 1  | Magic Ride (Whatever U Wish 4) feat. TQ                 | Eddie Martin, Kenny Yeomans, Terrence Quates            | Green Eyed Soul  | 2001 |
| 2  | Make My Day                                             | The Hitman, Mekong Age, Rufi-Oh                         | Unbelievable     | 2002 |
| 3  | Make U High                                             | Rob Tyger, Kay Denar, Sarah Connor                      | Green Eyed Soul  | 2001 |
| 4  | Man of My Dreams                                        | Bülent Aris, Chris Tonino, Michael Eirich               | Green Eyed Soul  | 2001 |
| 5  | Mein Jetzt mein Hier                                    | Sarah Connor, Ali Zuckowski, Simon Triebel              | Herz Kraft Werke | 2019 |
| 6  | Mein König                                              | Sarah Connor, Daniel Faust, Peter Plate, Ulf Leo Sommer | Muttersprache    | 2015 |
| 7  | Meine Insel                                             | Sarah Connor, Thilo Brandt, Pille Hillebrand            | Muttersprache    | 2015 |
| 8  | Miss U Too Much                                         | Rob Tyger, Kay Denar                                    | Real Love        | 2010 |
| 9  | Mit vollen Händen                                       | Sarah Connor, Daniel Faust, Peter Plate, Ulf Leo Sommer | Muttersprache    | 2015 |
| 10 | Music Is the Key feat. Naturally 7, erschien als Single | Rob Tyger, Kay Denar                                    | Key to My Soul   | 2003 |
| 11 | My Intuition                                            | Rob Tyger, Kay D.                                       | Key to My Soul   | 2003 |
| 12 | My French Girlfriend                                    | Sarah Connor, Tobias Kuhn                               | Freigeistin      | 2025 |

## N
| # | Titel                                  | Autoren                                     | Album                                                 | Jahr |
| - | -------------------------------------- | ------------------------------------------- | ----------------------------------------------------- | ---- |
| 1 | Naked                                  | Sarah Connor, Drew Lawrence, Robert Kleiner | Muttersprache [Limitierte Tchibo-Edition]             | 2016 |
| 2 | Naturaleza muerta (+ Mario Frangoulis) | Jose Maria Cano                             | Naturaleza muerta (CD Single)                         | 2003 |
| 3 | Nicht von dieser Welt                  | Richard Gappert, Xavier Naidoo              | Sing meinen Song – das Tauschkonzert [Deluxe Edition] | 2014 |
| 4 | Not So Silent Night                    | Sarah Connor, Ali Zuckowski, Max Wolfgang   | Not So Silent Night                                   | 2022 |

## O
| # | Titel                                                                       | Autoren                                                  | Album            | Jahr |
| - | --------------------------------------------------------------------------- | -------------------------------------------------------- | ---------------- | ---- |
| 1 | Ohhh (Private Party)                                                        | Bülent Aris, Anthony Freeman                             | Naughty but Nice | 2005 |
| 2 | One Day I Will Fly Away                                                     | Will Jennings, Joe Sample                                | Soulicious       | 2007 |
| 3 | One More Night                                                              | June Rollocks, Bülent Aris                               | Naughty but Nice | 2005 |
| 4 | One Nite Stand (Of Wolves and Sheep) feat. Wyclef Jean, erschien als Single | Wyclef Jean, Jerry Duplessis, Sarah Connor, O.G. Fortuna | Unbelievable     | 2002 |

## P
| # | Titel                                                         | Autoren                                                | Album                   | Jahr |
| - | ------------------------------------------------------------- | ------------------------------------------------------ | ----------------------- | ---- |
| 1 | Paradise feat. Mr. Freeman                                    | Bülent Aris, Terri Bjerre, Ivo Moring, Anthony Freeman | Naughty but Nice        | 2005 |
| 2 | Part of Your World Original: Jodi Benson                      | Alan Menken, Howard Ashman                             | I Love Disney (Sampler) | 2014 |
| 3 | Part Time Love                                                | David Gates                                            | Soulicious              | 2007 |
| 4 | Play                                                          | Marek Pompetzki, Paul NZA, Christina Undhjem           | Sexy as Hell            | 2008 |
| 5 | Please Take Him Back B-Seite auf der Single He’s Unbelievable |                                                        | Singletrack             | 2003 |
| 6 | Put Your Eyez on Me                                           | Rob Tyger, Kay Denar                                   | Unbelievable            | 2002 |

## Q
| # | Titel                                                               | Autoren                                  | Album                                  | Jahr |
| - | ------------------------------------------------------------------- | ---------------------------------------- | -------------------------------------- | ---- |
| 1 | Quiero Encender Tu Piel Spanische Version von I Wanna Touch U There |                                          | Unbelievable (Special Spanish-Edition) | 2002 |
| 2 | Quiet White                                                         | Sarah Connor, Kelvin Jones, Max Wolfgang | Not So Silent Night                    | 2022 |

## R
| # | Titel                         | Autoren                                                       | Album               | Jahr |
| - | ----------------------------- | ------------------------------------------------------------- | ------------------- | ---- |
| 1 | Real Love erschien als Single | Alex Geringas, Charlie Mason, Bernd Klimpel, Rike Boomgaarden | Real Love           | 2010 |
| 2 | Ring Out The Bells            | Sarah Connor, Nicolas Rebscher, Max Wolfgang                  | Not So Silent Night | 2022 |
| 3 | Rodeo                         | Robin Grubert, Charlie Mason, Ali Zuckowski                   | Real Love           | 2010 |
| 4 | Ruiniert                      | Sarah Connor, Peter Plate, Ulf Leo Sommer, Daniel Faust       | Herz Kraft Werke    | 2019 |

## S
| #  | Titel                                           | Autoren                                                        | Album                                     | Jahr |
| -- | ----------------------------------------------- | -------------------------------------------------------------- | ----------------------------------------- | ---- |
| 1  | Same Old Story (Same Old Song)                  | Will Jennings, Joe Sample                                      | Soulicious                                | 2007 |
| 2  | Santa, If You're There                          | Sarah Connor, Joe Walter, Pascal Reinhardt                     | Not So Silent Night                       | 2022 |
| 3  | Schlechte Idee                                  | Sarah Connor, Nicolas Rebscher                                 | Freigeistin                               | 2025 |
| 4  | Schloss aus Glas                                | Sarah Connor, Peter Plate, Ulf Leo Sommer, Daniel Faust        | Herz Kraft Werke                          | 2019 |
| 5  | See You Later                                   | Sarah Connor, Thomas Troelsen, Remee, O.G. Fortuna, Lucas [DK] | Sexy as Hell                              | 2008 |
| 6  | Sexual Healing                                  | Marvin Gaye, David Ritz, Odell Brown                           | Soulicious                                | 2007 |
| 7  | Sexual Healing feat. Ne-Yo, erschien als Single | Marvin Gaye, David Ritz, Odell Brown                           | Soulicious                                | 2007 |
| 8  | Sexy as Hell                                    | Sarah Connor, Thomas Troelsen, Remee, O.G. Fortuna             | Sexy as Hell                              | 2008 |
| 9  | Sind wir bereit?                                | Sarah Connor, Nicolas Rebscher                                 | Singletrack                               | 2020 |
| 0  | Skin on Skin erschien als Single                | Rob Tyger, Kay Denar                                           | Unbelievable                              | 2002 |
| 11 | Soldier with a Broken Heart                     | Sarah Connor, Hiten Bharadia, Erik Lewander, Hayden Bell       | Real Love                                 | 2010 |
| 12 | Son of a Preacher Man Airplay-Single            | John Hurley, Ronnie Wilkins                                    | Soulicious                                | 2007 |
| 13 | Soothe My Soul                                  | Rob Tyger, Kay Denar, Sarah Connor                             | Soulicious                                | 2007 |
| 14 | Soulicious                                      | Rob Tyger, Kay Denar, Sarah Connor                             | Soulicious                                | 2007 |
| 15 | Souvenir                                        | Sarah Connor, Chris James, Jumpa, Marco Tscheschlok            | Freigeistin                               | 2025 |
| 16 | Stand Up                                        | Dion Howell, Hiten Bharadia, Bjorn Djupstrom                   | Real Love                                 | 2010 |
| 17 | Stark erschien als Single                       | Sarah Connor, Tobias Kuhn                                      | Herz Kraft Werke (Special Deluxe Edition) | 2021 |
| 18 | Stark – Piano Session erschien als Single       | Sarah Connor, Tobias Kuhn                                      | Herz Kraft Werke (Special Deluxe Edition) | 2021 |
| 19 | Still Crazy in Love                             | Rob Tyger, Kay Denar, Sarah Connor                             | Sexy as Hell                              | 2008 |
| 20 | Sweet Is the Song                               | Trad., Rob Tyger, Kay Denar                                    | Christmas in My Heart                     | 2005 |
| 21 | Sweet Thang                                     | Rob Tyger, Kay Denar                                           | Unbelievable                              | 2002 |

## T
| #  | Titel                                                           | Autoren                                                                   | Album                                  | Jahr |
| -- | --------------------------------------------------------------- | ------------------------------------------------------------------------- | -------------------------------------- | ---- |
| 1  | Takin’ Back My Love feat. Enrique Iglesias, erschien als Single | Enrique Iglesias, Frankie Storm, Nadir Khayat                             | Greatest Hits                          | 2009 |
| 2  | Teach U Tonite                                                  | Rob Tyger, Kay Denar                                                      | Unbelievable                           | 2002 |
| 3  | Tief wie das Meer                                               | Sarah Connor, Nicolas Rebscher                                            | Freigeistin                            | 2025 |
| 4  | Thank You                                                       | Bülent Aris, Anthony Freeman                                              | Naughty but Nice                       | 2005 |
| 5  | That Girl                                                       | June Rollocks, Bülent Aris, Frank Dursthoff                               | Unbelievable                           | 2002 |
| 6  | That’s the Way I Am                                             | June Rollocks, Bülent Aris, T. Berlin, Frank Dursthoff                    | Unbelievable                           | 2002 |
| 7  | The Best Side of Life erschien als Single                       | Marc Lennard, JoHo HF                                                     | Christmas in My Heart                  | 2006 |
| 8  | The Christmas Song                                              | Mel Tormé, Robert Wells                                                   | Christmas in My Heart                  | 2005 |
| 9  | The Impossible Dream (The Quest) erschien als Single            | Joe Darion, Mitch Leigh                                                   | Soulicious                             | 2007 |
| 10 | The Loving Permission                                           | Rob Tyger, Kay Denar                                                      | Unbelievable                           | 2002 |
| 11 | The World Needs Us                                              | Lynne Marti, Sarah Connor                                                 | Muttersprache (Special Deluxe Edition) | 2016 |
| 12 | This Christmas als Sarah Gray                                   |                                                                           | Singletrack                            | 1999 |
| 13 | This Is What It Feels Like                                      | Hiten Bharadia, Philippe-Marc Anquetil, Christopher Lee-Joe, Sarah Connor | Real Love (Deluxe Edition)             | 2010 |
| 14 | Time 2                                                          | Hiten Bharadia, Philippe-Marc Anquetil, Christopher Lee-Joe, Sarah West   | Real Love                              | 2010 |
| 15 | Tonight’s the Night                                             | Rob Tyger, Kay Denar, D.J. Falk                                           | Christmas in My Heart                  | 2005 |
| 16 | Töten dafür                                                     | Sarah Connor, Gregor Meyle                                                | Herz Kraft Werke (Deluxe Edition)      | 2019 |
| 17 | Touch B-Seite auf der Single Under My Skin                      | Bülent Aris, Sarah Connor, Anthony Freeman                                | Sexy as Hell                           | 2008 |
| 18 | Top of the World                                                | Hiten Bharadia, Philippe-Marc Anquetil, Christopher Lee-Joe               | Real Love (Deluxe Edition)             | 2010 |
| 19 | Turn Off the Lights                                             | Rob Tyger, Kay Denar                                                      | Key to My Soul                         | 2003 |

## U
| # | Titel                             | Autoren                                            | Album                          | Jahr |
| - | --------------------------------- | -------------------------------------------------- | ------------------------------ | ---- |
| 1 | Under My Skin erschien als Single | Sarah Connor, Thomas Troelsen, Remee, O.G. Fortuna | Sexy as Hell                   | 2008 |
| 2 | Undressed                         | Rob Tyger, Kay Denar                               | Green Eyed Soul                | 2001 |
| 3 | Unendlich erschien als Single     | Sarah Connor, Konstantin Scherer                   | Herz Kraft Werke               | 2019 |
| 4 | Unlove You                        | Sarah Connor, Silvia Gordon                        | Muttersprache (Deluxe Edition) | 2015 |
| 5 | Unter alten Jacken                | Sarah Connor, Konstantin Scherer, Wim Treuner      | Herz Kraft Werke               | 2019 |

## V
| # | Titel                                       | Autoren                                                 | Album            | Jahr |
| - | ------------------------------------------- | ------------------------------------------------------- | ---------------- | ---- |
| 1 | Versprochen                                 | Sarah Connor, Daniel Faust, Peter Plate, Ulf Leo Sommer | Muttersprache    | 2015 |
| 2 | Vincent erschien als Single                 | Sarah Connor, Daniel Faust, Peter Plate, Ulf Leo Sommer | Herz Kraft Werke | 2019 |
| 3 | Vincent (Alle Farben Remix) (+ Alle Farben) | Sarah Connor, Daniel Faust, Peter Plate, Ulf Leo Sommer |                  |      |

## W
| #  | Titel                                                             | Autoren                                                   | Album                                  | Jahr |
| -- | ----------------------------------------------------------------- | --------------------------------------------------------- | -------------------------------------- | ---- |
| 1  | Wait 'Til U Hear From Me                                          | Rob Tyger, Kay Denar                                      | Unbelievable                           | 2002 |
| 2  | Warum du                                                          | Sarah Connor, Nico Wellenbrink, Djorkaeff & Beatzarre     | Muttersprache (Special Deluxe Edition) | 2016 |
| 3  | Warum hat mir keiner gesagt?                                      | Sarah Connor, Tobias Kuhn                                 | Freigeistin                            | 2025 |
| 4  | Warum sind wir so?                                                | Sarah Connor, Chris James, Djorkaeff, Yoshi               | Freigeistin                            | 2025 |
| 5  | Was würdest du tun?                                               | Peter Plate, Ulf Leo Sommer, Daniel Faust                 | Bibi & Tina – Star-Edition             | 2018 |
| 6  | Weisst du noch Herz                                               | Sarah Connor, Konstantin Scherer, Wim Treuner             | Herz Kraft Werke                       | 2019 |
| 7  | Wenn du da bist                                                   | Sarah Connor, Simon Triebel, Ali Zuckowski                | Muttersprache                          | 2015 |
| 7  | Whatcha Wearing?                                                  | Rob Tyger, Kay Denar                                      | Key To My Soul                         | 2003 |
| 8  | When a Woman Loves a Man B-Seite auf der Single From Zero to Hero | Rob Tyger, Kay Denar                                      | Singletrack                            | 2005 |
| 9  | When I Dream                                                      | Adam Charon, Mekong Age, Rufi-Oh, Sarah Connor            | Green Eyed Soul                        | 2001 |
| 10 | When Two Become One                                               | Rob Tyger, Kay Denar                                      | Key to My Soul                         | 2003 |
| 11 | Where Did U Sleep Last Nite?                                      | Rob Tyger, Kay Denar, Sarah Connor                        | Unbelievable                           | 2002 |
| 12 | Where Do We Go from Here?                                         | Adam Charon, Mekong Age, Rufi-Oh                          | Green Eyed Soul                        | 2001 |
| 13 | White Christmas                                                   | Irving Berlin                                             | Christmas in My Heart                  | 2005 |
| 14 | Why Does It Rain?                                                 | Trad., Rob Tyger, Kay Denar                               | Christmas in My Heart                  | 2005 |
| 15 | Wie geht glücklich                                                | Sarah Connor, Peter Plate, Ulf Leo Sommer, Carolina Bigge | Muttersprache (Deluxe Edition)         | 2015 |
| 16 | Wie schön du bist erschien als Single                             | Sarah Connor, Daniel Faust, Peter Plate, Ulf Leo Sommer   | Muttersprache                          | 2015 |
| 17 | Wilde Nächte erschien als Single                                  | Sarah Connor, Djorkaeff, Eilas Hadjeus, Phil The Best     | Freigeistin                            | 2025 |
| 18 | Work It Right Tonight B-Seite auf der Single Just One Last Dance  | Rob Tyger, Kay Denar                                      | Singletrack                            | 2004 |

## Y
| # | Titel                                | Autoren                            | Album            | Jahr |
| - | ------------------------------------ | ---------------------------------- | ---------------- | ---- |
| 1 | You Are My Desire                    | Rob Tyger, Kay Denar               | Naughty but Nice | 2005 |
| 2 | Your Love is Dangerous               | Rob Tyger, Kay Denar, Sarah Connor | Sexy as Hell     | 2008 |
| 3 | Your Precious Love feat. Marvin Gaye | Valerie Simpson, Nickolas Ashford  | Soulicious       | 2007 |
| 4 | You’re the Kinda Man                 | Johnny Douglas, E. Friendship      | Naughty but Nice | 2005 |

## Z
| # | Titel                                                                              | Autoren                          | Album                                          | Jahr |
| - | ---------------------------------------------------------------------------------- | -------------------------------- | ---------------------------------------------- | ---- |
| 1 | Zelt am Strand                                                                     | Sarah Connor, Konstantin Scherer | Herz Kraft Werke                               | 2019 |
| 2 | Zuckerpuppen Original: Andreas Gabalier, schaffte es durch Downloads in die Charts | Andreas Gabalier                 | Sing meinen Song – Das Tauschkonzert (Sampler) | 2014 |